# AIDC F-CK-1

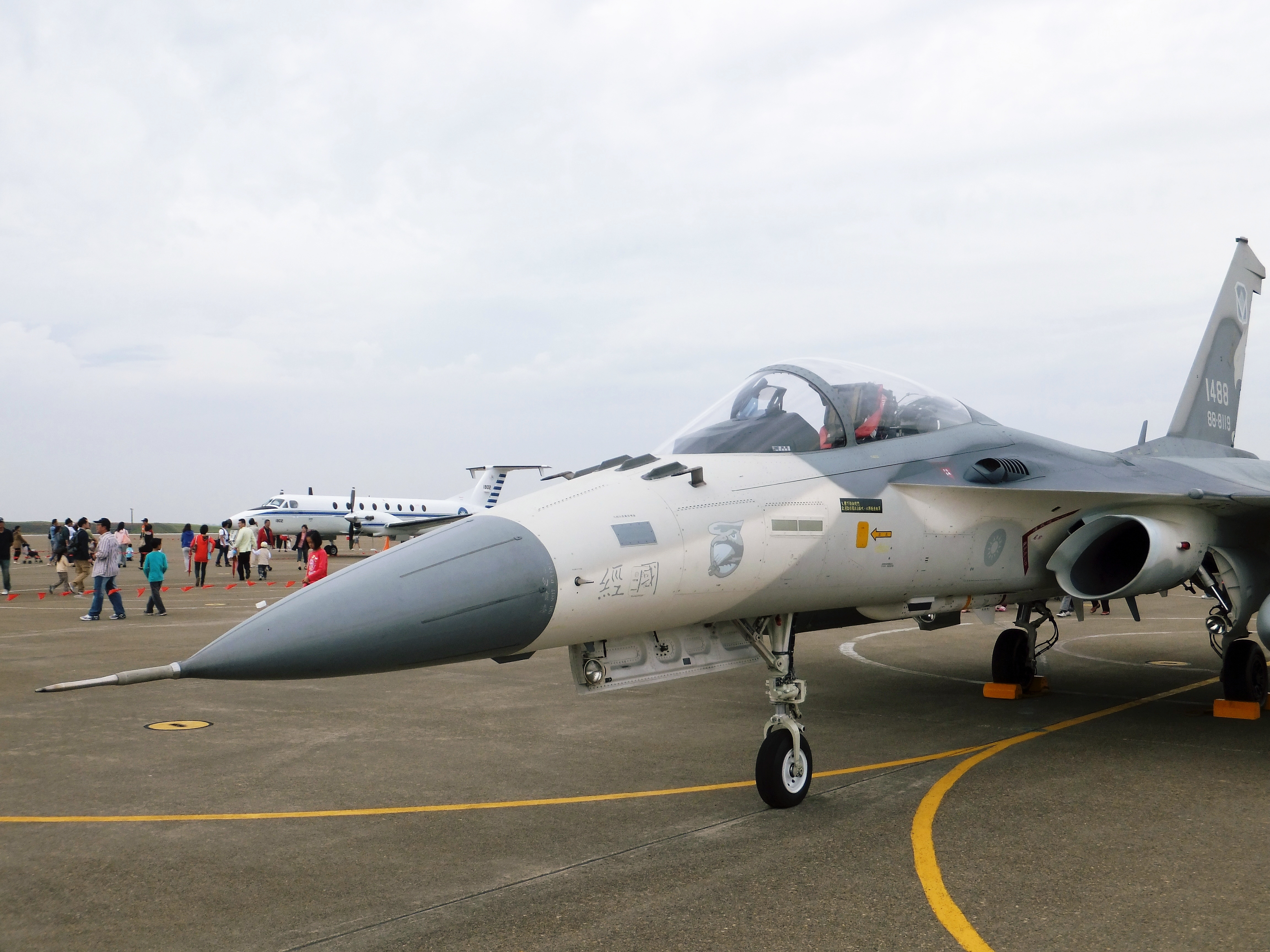
Вид спереду

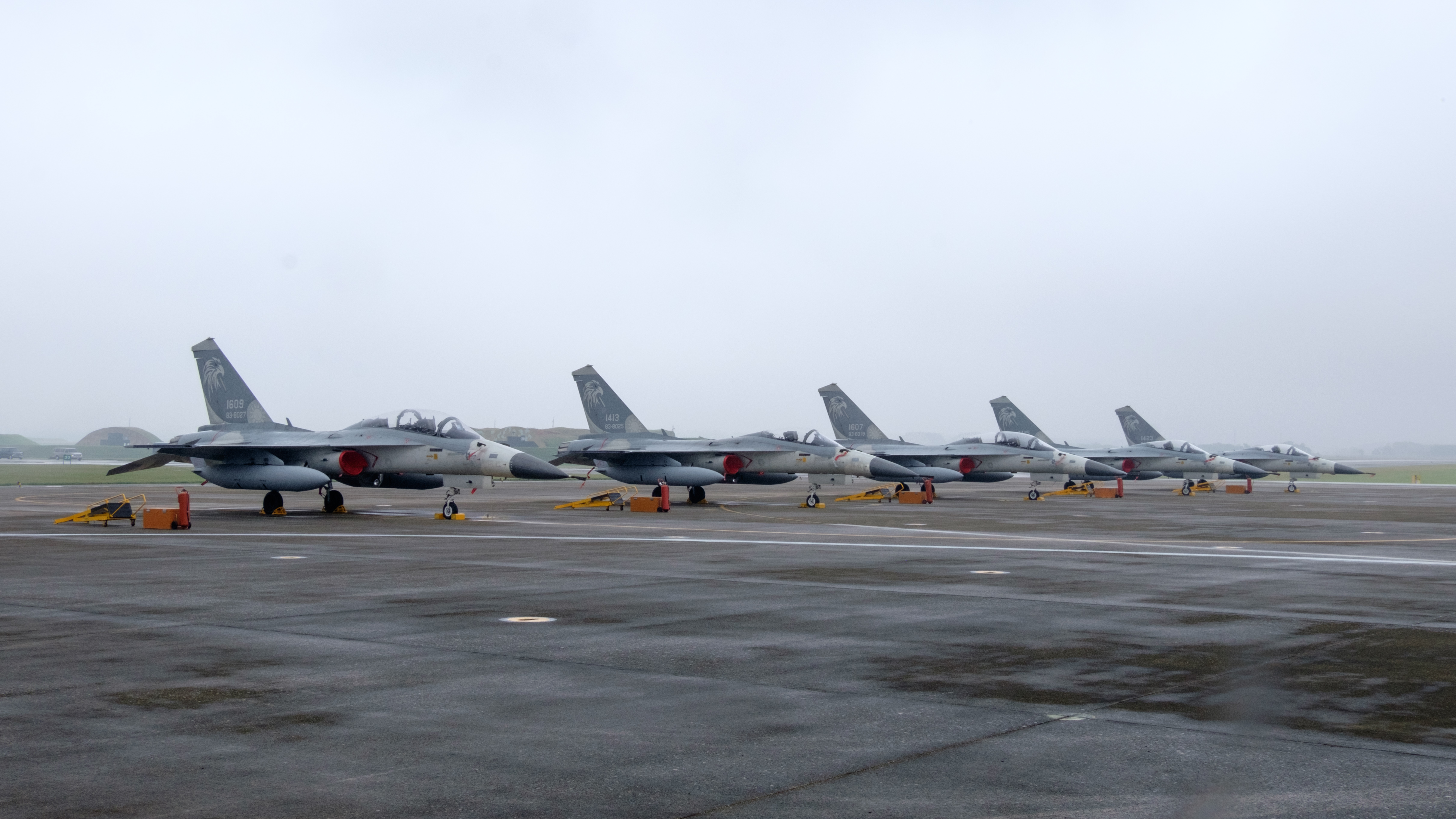
П'ять F-CK-1 427-го крила припарковані на пероні

AIDC F-CK-1 «Цзін-Го» (кит.: 經國號戰機; піньїнь: Jīngguó Hào Zhànjī), широко відомий як Indigenous Defense Fighter (IDF) — тайванський легкий ударний багатоцільовий винищувач, названий на честь Цзян Цзін-го. Розроблений компанією Aerospace Industrial Development Corporation (AIDC). За своїми характеристиками є аналогом F-16 та F-18.

## Історія

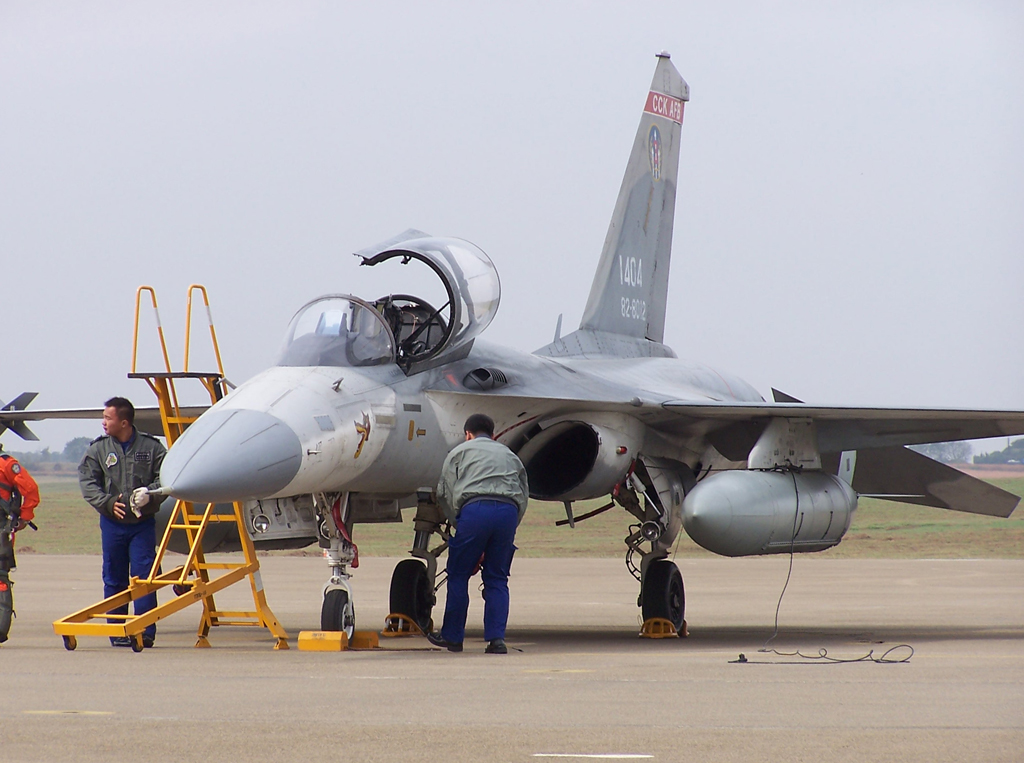
Передсерійна модель F-CK-1A

Проектування літака розпочалось у 1985 році за технічного сприяння американських фірм «Дженерал Дайнемікс», «Гарретт», «Вестінгауз», «Бендікс/Кінг» і «Лір Астронікс» на фоні ембарго на експорт винищувачів F-20 та подібних літаків накладеним урядом США на Тайвань.
28 травня 1989 року розпочалися перші польоти дослідного зразка винищувача. 
У 1992 році літак був прийнятий на озброєння військово-повітряними силами Тайваню. Усі 130 серійних літаків були виготовлені до 1999.

## Розробка

### Тло
Попередні пошуки заміни F-5 і F-104 ROCAF почалися з XF-6 проекту місцевого винищувача, пізніше перейменований Ying Yang, наприкінці 1970-х. Після того, як США встановили офіційні відносини з КНР і припинили Договір про взаємну оборону з Тайванем, Президент Цзян Цзін-го вирішив розширити місцеву оборонну промисловість і 28 серпня 1980 наказав AIDC розробити місцевий перехоплювач. Спочатку ROCAF віддавав пріоритет XF-6 позаду XA-3 Lei Ming одномісного штурмовика, через ймовірні високі ризики проекту XF-6.

## Технічні характеристики

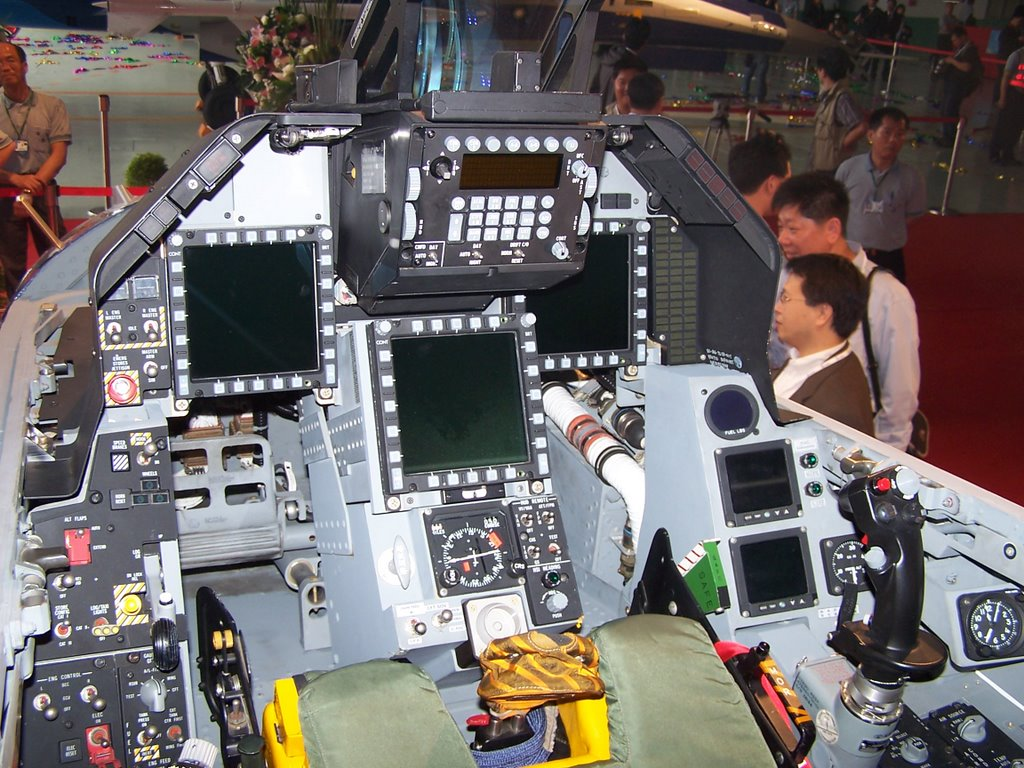
Вигляд кабіни в середині

| Параметр              | Характеристика |
| --------------------- | --- |
| Силова установка      | два двоконтурні турбореактивні двигуни ITEC («Garrett»/AIDC) TFE-1042-70 зі статичною тягою 4291 кг |
| Льотні характеристики | максимальна швидкість 1275 км/год на висоті 10 975 м; практична стеля 16 760 м |
| Маса                  | нормальна злітна 9072 кг |
| Розміри               | розмах крила — 9,00 м (включаючи ракети на закінцівках); довжина — 14,48 м |
| Озброєння             | одна 20-мм гармата шестиствольна «General Electric» M61A1 «Vulcan», на 6 зовнішніх точках підвіски може нести чотири УР класу «повітря—повітря» «Tien Chien 1» (ближнього радіуса дії), або 2 УР класу «повітря—повітря» «Tien Chien 2» (середнього радіуса дії), або чотири УР «Tien Chien 1» і дві «Tien Chien 2», або три ПКР «Hsiung Feng II» і дві «Tien Chien 1», чи ракети класу «повітря—земля», або різні комбінації ракет, або контейнери з авіагарматами |
| Двигун                | два ТРДДФ ITEC/Ханіуел TFE-1042-70 (F-125) тягою по 2750 кгс і 4295 кгс у форсажному режимі |

## Модифікації
- F-CK-1A «Цзін-Го» — одномісний багатоцільовий винищувач;
- F-CK-1B «Цзін-Го» — двомісний навчально-бойовий винищувач;
- F-CK-1C «Сян Шен» — модернізований одномісний варіант винищувача;
- F-CK-1D «Сян Шен» — модернізований двомісний варіант винищувача.